# Tom Hulce
Tom Hulce est un acteur et producteur de spectacle américain né le 6 décembre 1953 à Détroit.
Il est principalement connu pour avoir interprété Wolfgang Amadeus Mozart dans le film Amadeus de Miloš Forman, pour lequel il sera nommé aux Oscars et aux Golden Globes dans la catégorie « meilleur acteur » en 1985.

## Biographie
Thomas Edward Hulce naît à Détroit dans l'État du Michigan. Très vite sa famille s'établit à Plymouth, dans le même État, où il passe son enfance. Très jeune, il souhaite devenir chanteur, mais le changement de sa voix le redirige vers la comédie.
Il connaît une grande notoriété en 1984 avec son interprétation de Wolfgang Amadeus Mozart dans le film Amadeus de Miloš Forman.
En 1996, il double le personnage de Quasimodo dans le dessin animé de Disney Le Bossu de Notre-Dame.
Dans les années 2000, il produit des comédies musicales.
Tom Hulce n'est apparu dans aucun film depuis Jumper sorti en 2008. Tous types de production confondus, il a seulement assuré à nouveau la voix de Quasimodo dans Le Bossu de Notre-Dame 2, sorti directement en vidéo.

## Filmographie

### Cinéma
- 1977 : September 30, 1955 de James Bridges : Hanley
- 1978 : American College (Animal House) de John Landis : Larry 'Pinto' Kroger
- 1980 : Those Lips, Those Eyes de Michael Pressman : Artie Shoemaker
- 1984 : Amadeus de Miloš Forman : Wolfgang Amadeus Mozart
- 1986 : Echo Park de Robert Dornhelm : Jonathan
- 1987 : Slam Dance de Wayne Wang : C.C. Drood
- 1988 : Nicky et Gino (Dominick and Eugene) de Robert Malcolm Young : Dominick 'Nicky' Luciano
- 1988 : Le Réfugié de l'ombre (Shadowman) de Piotr Andrejew : Shadowman / David Rubenstin
- 1989 : Portrait craché d'une famille modèle (Parenthood) de Ron Howard : Larry Buckman
- 1989 : Black Rainbow de Mike Hodges : Gary Wallace
- 1991 : Le Cercle des intimes (The Inner Circle) d'Andreï Kontchalovski : Ivan Sanshin
- 1993 : État second (Fearless) de Peter Weir : Brillstein
- 1994 : Frankenstein (Mary Shelley's Frankenstein) de Kenneth Branagh : Henry Clerval
- 1995 : Guillaumet, les ailes du courage (Wings of Courage) de Jean-Jacques Annaud : Antoine de Saint-Exupéry
- 2006 : L'Incroyable Destin de Harold Crick (Stranger Than Fiction) de Marc Forster : Dr Cayly
- 2008 : Jumper de Doug Liman : Mr Bowker

### Télévision

#### Séries télévisées
- 1975 : Great Performances, épisode Forget-Me-Not-Lane : Frank jeune
- 1976 : The American Parade, épisode Song of Myself : le frère
- 1976 : The Adams Chronicles (en), épisode Chapter X: John Quincy Adams, Congressman : un étudiant
- 1983 : Hôpital St. Elsewhere (St. Elsewhere) : John Doe #12 / David Stewart
- 1986 : American Playhouse, épisode The Rise and Rise of Daniel Rocket : Daniel Rocket
- 1986 : Tall Tales & Legends, épisode John Henry : Quinn
- 1993 : The Hidden Room, épisode Dreams About Water : Joe
- 1995 : She's the Boss, épisode Frasier : Keith

#### Téléfilms
- 1977 : Emily, Emily de Marc Daniels : Freddie
- 1990 : Murder in Mississippi de Roger Young : Mickey Schwerner
- 1995 : Heidi, jour après jour (The Heidi Chronicles) de Paul Bogart : Peter Patrone

### Doublage
- 1996 : Le Bossu de Notre-Dame (The Hunchback of Notre Dame) des studios Disney : Quasimodo
- 1996 : Disney Sing-Along-Songs: Topsy Turvy (court métrage) des studios Disney : Quasimodo
- 1996 : Disney's Animated Storybook: The Hunchback of Notre Dame (jeu vidéo) : Quasimodo
- 2002 : Le Bossu de Notre-Dame 2 (The Hunchback of Notre Dame II) des studios Disney : Quasimodo